# Rovapää (kulle, lat 67,47, long 27,20)
Rovapää är en kulle i Finland. Den ligger i Sodankylä kommun i landskapet Lappland, i den norra delen av landet, 800 km norr om huvudstaden Helsingfors. Toppen på Rovapää är 254 meter över havet.
Terrängen runt Rovapää är platt.  Trakten runt Rovapää är nära nog obefolkad, med mindre än två invånare per kvadratkilometer.